# James Chambers Sproule
James Chambers Sproule, britanski general, * 1887, † 1955.